# Занєгін Володимир Олексійович
Володимир Олексійович Занєгін (7 лютого 1972, м. Київ, нині Україна — 23 липня 2021, м. Київ, Україна) — український громадський активіст, учасник Революції гідности. Орден «За мужність» III ступеня (2017).

## Життєпис
Під час Революції гідності 20 лютого 2014 року був важко поранений в момент розстрілів протестувальників у центрі Києва на вулиці Інститутській.
Раптово помер 23 липня 2021 року на 49 році життя у Києві.